# Madracis brueggemanni
Madracis brueggemanni is een rifkoralensoort uit de familie van de Pocilloporidae. De wetenschappelijke naam van de soort is voor het eerst geldig gepubliceerd in 1881 door Ridley.